# MBD3
 Белок метил-CpG-связывающего домена 3  — белок, кодируемый  у человека  геном  MBD3.

## Функция
Метилирование ДНК является основной модификацией генома эукариот и играет важную роль в развитии млекопитающих. Белки человека MECP2, MBD1, MBD2, MBD3 и MBD4 относятся к семейству ядерных белков, объединённых по признаку наличия метил-CpG связывающего домена. Однако, в отличие от других членов семейства, MBD3 не способен связываться с метилированной ДНК, но вместо этого связывается с гидроксиметилированной ДНК . Первичная структура MBD3 на 71 % и 94 % идентична структуре MBD2 (изоформа1) и мышиному Mbd3. MBD3 является субъединицей мультисубъединичного комплекса NuRD, способный модифицировать нуклеосомы и обладающего гистондеацетилазной активностью. MBD3 опосредует связывания метастаз-ассоциироованного белка 2 (MTA2) с ядром гистондеацетилазного комплекса.
MBD3 также содержит домен спиральной катушки (coiled-coil), общий для всех трех известных изоформ MBD3. Именно домен спиральной катушки, а не MBD домен, помогает поддерживать плюрипотентность эмбриональных стволовых клеток, направляя  поликомб репрессорный комплекс 2 (PRC2) на подмножества генов, связанных с развитием и органогенезом, тем самым поддерживая их стабильную репрессию.

## Взаимодействия
MBD3,как было выявлено, взаимодействует с:
- AURKA, [5]
- GATAD2B, [6][7]
- HDAC1, [5][8][9]
- MTA2, [5][8][9] и
- MBD2. [8][10]